# Cierzac
Cierzac is een gemeente in het Franse departement Charente-Maritime (regio Nouvelle-Aquitaine) en telt 199 inwoners (1999). De plaats maakt deel uit van het arrondissement Jonzac.

## Geografie
De oppervlakte van Cierzac bedraagt 5,2 km², de bevolkingsdichtheid is 38,3 inwoners per km².
De onderstaande kaart toont de ligging van Cierzac met de belangrijkste infrastructuur en aangrenzende gemeenten.

## Demografie
Onderstaande figuur toont het verloop van het inwonertal (bron: INSEE-tellingen).